# El Coyote y el Correcaminos
El Coyote y el Correcaminos (en inglés: Wile E. Coyote and the Road Runner) son los personajes de una serie estadounidense de dibujos animados creada en 1949 por el animador Chuck Jones para la Warner Brothers. Chuck Jones se inspiró para crear a estos personajes en un libro de Mark Twain, titulado Roughin It, (Pasando fatigas en español), en el que Twain denotaba que los coyotes hambrientos podrían cazar un correcaminos.
En una ocasión, Chuck Jones dijo, refiriéndose a dos de sus personajes más conocidos, que «el Coyote es mi realidad y Bugs Bunny mi meta». Los dibujos del Coyote y el Correcaminos fueron creados como una parodia de los dibujos tradicionales de «gato y ratón» (como Tom y Jerry), que los percibía como monótonos en la época. La ambientación de la serie en el desierto del sudoeste de Estados Unidos se asemeja a la de la serie de cómics Krazy Kat, de George Herriman. Paul Julian, que trabajaba como pintor de decorados en el equipo de Friz Freleng, se encargaba de poner voz al correcaminos.
Un par de coches de la época de los años 1960 (conocida como la época de los Muscle Cars) hicieron homenaje al personaje incluso incluyendo un claxon que al ser tocado emitía un sonido parecido al clásico bip-bip de la serie. Estos autos fueron producidos por Chrysler Corp. bajo su filial Plymouth y ambos eran el Plymouth Road Runner (producido desde 1969 hasta 1980) y el Plymouth Superbird (un coche NASCAR usado en la época de los 70).
Ambos poseían motores que realmente eran rápidos y veloces para la época, de ahí que estos se tomaran como homenaje al correcaminos.
El presentador de los episodios para Hispanoamérica fue el estadounidense Ken Smith.

## Argumento
Los cortos de la serie tienen un planteamiento muy sencillo: el Correcaminos, un pájaro veloz (basado en un animal real, el ave Geococcyx californianus, en inglés «greater roadrunner») es perseguido por las carreteras del desierto del sudoeste de los Estados Unidos por el hambriento Wile E. Coyote (Conocido simplemente como «El Coyote» en Hispanoamérica, o «Rufo Coyote», basado también en el animal real del mismo nombre, (Canis latrans). A pesar de sus numerosas e ingeniosas tentativas, el Coyote no consigue nunca capturar o matar al Correcaminos. Muy al contrario, todas sus elaboradas tácticas terminan por perjudicarlo a él, convertido en la víctima de la exageradísima (e inocua) violencia de la serie, al comprar armas, trampas y herramientas de la marca ACME para aniquilar al Correcaminos.
Los personajes son mudos, si se exceptúa el sonido característico del Correcaminos (bib-bip), una especie de bocinazo que tiene la propiedad de alterar los nervios del Coyote, o el ruido que el ave hace al sacar la lengua. Sin embargo, los personajes se comunican entre sí mediante letreros, que también usan para romper la cuarta pared y dirigirse al público.
Curiosamente, es el Coyote el personaje que despierta las simpatías de la audiencia, a pesar de ser siempre el agresor, a causa de sus continuamente inútiles esfuerzos por capturar al Correcaminos. Este carece prácticamente de personalidad, siendo más bien el objeto inalcanzable del deseo del Coyote que un personaje propiamente dicho.
El Coyote apareció más tarde en algunos cortometrajes de Bugs Bunny, así como también en los dibujos de Little Beeper presentado en Tiny Toon Adventures. En ellos, traicionando el espíritu de la serie original, el Coyote puede hablar. En los cortos de Bugs Bunny, se denota como un “súper genio” (Operation: Rabbit, 1952; donde habló por primera vez, y su primera aparición en donde es llamado “Wile E. Coyote”); en otro dibujo él proclama tener un Cociente Intelectual de 207 (Zip Zip Hooray!, 1965).

## El sonido bip-bip(beep)
El Correcaminos fue doblado por Paul Julian, que trabajaba como dibujante de fondos para la unidad de Friz Freleng. Julian hizo por primera vez el sonido en los estudios Warner Bros (imitando una bocina de un Volkswagen escarabajo) como una forma de apartar a la gente cuando tiene prisa. Julian realizó numerosas variaciones del sonido en una sola sesión de grabación. El editor Treg Brown se sorprendió y sugirió hacer más versiones.
La utilización de un miembro del equipo para interpretar una voz causó un problema con el sindicato de actores. Jones estaba obligado a aceptarlo: para las siguientes sesiones de grabación, se utilizaría un actor acreditado. Se sorteó el problema reutilizando la grabación inicial de Julian (y las variantes de Brown) en todos los futuros dibujos del Correcaminos.
Debido a problemas con el sindicato, los estudios rehusaron reconocer la voz real del Correcaminos durante décadas. Algunas fuentes declararon que Mel Blanc interpretó la voz, mientras otros fueron demasiado lejos al decir que la voz era una bocina real.
En The Looney Tunes Show se revela que cuando hace ese sonido puede ir a 443.4 kilómetros por hora en el episodio «Inseguro a cualquier velocidad».

## Gags típicos
Los chistes o los gags típicos, vistos a menudo durante los episodios, se basan principalmente en las leyes físicas de los dibujos animados.
- El fallo muy frecuente de los artilugios del coyote (comprados en la Corporación Acme) y en general de sus trampas, que sí funcionaban, pero en contra del mismo coyote.
- Sus caídas en cañones o sobre un acantilado; viéndolo caer desde lejos antes de ver la clásica nube de polvo que aparece cuando finalmente cae, con un efecto sonoro que era desde un choque hasta una explosión o una bocanada de suciedad.
- El Coyote siendo atropellado por un autobús, camión o tren, confundiendo su bocina con el "bip-bip" del Correcaminos, o simplemente estando en el lugar y momento equivocado.
- El Coyote quejándose en silencio a sí mismo sobre su hambre o su vida, antes de que el Correcaminos aparezca, reproduciendo el usual "bip-bip", causando que el Coyote salte golpeándose en la cabeza o saltando a un acantilado antes de que el Correcaminos se esfume.
- El coyote "entra" en un precipicio, pero no cae al vacío hasta que mira hacia abajo y se da cuenta de que no hay suelo que le sostenga.
- Un gag que algunas veces se mostraba es una cortina de polvo desde el punto de partida del Correcaminos oscureciendo la vista, entonces se veía otro del Coyote persiguiéndole, pero después el polvo clareaba y el Coyote se caía por un acantilado o tropezaba en un obstáculo, y el Correcaminos seguía allí, escapándose.
- El Coyote pinta una escena (un túnel pintado en una pared, o un dibujo de una carretera en frente de un buzón), que el Correcaminos entonces utiliza como si de un túnel o carretera ya existente se tratara. Algunas veces el Coyote también es atropellado por vehículos que aparecen desde fuera de las escenas pintadas. Finalmente, el Coyote corre hacia el dibujo (viendo que el Correcaminos lo ha hecho) y choca contra la pared.
- El Coyote se quedaba de pie en algún sitio y debajo había un acantilado, desde donde caía una gran roca. Cuando la roca ya estaba muy próxima al indefenso Correcaminos, este sacaba un pequeño paraguas para protegerse.
- El Coyote en una ocasión planeo una trampa disfrazado como un estudiante de escuela y usando una señal de tránsito que decía: "Despacio Escuela", sin embargo, el Correcaminos lejos de frenar, pasa corriendo en alta velocidad y por poco atropella al Coyote. En ese momento el Coyote se queda sorprendido al no comprender por qué no funcionó su plan, hasta que de repente viene el Correcaminos con un cartel que dice: "Los Correcaminos no sabemos leer".
- Al Coyote le cae un yunque o una piedra enorme en un acantilado, como es demasiado peso se rompe un pedazo de acantilado y todo se cae, dejando un agujero del cual sale una mano media aplastada con una bandera blanca en señal de que se rinde.
- El Coyote podía acorralar al Correcaminos en algún momento determinado, en especial en la punta de un acantilado, sin embargo, si la punta se rompía, ésta permanecía en el aire flotando y el acantilado donde se encuentra el Coyote se venía abajo. Había ocasiones en que al caer 2 rocas y el Coyote, este siempre buscaba la forma de mantenerse por encima de ellos, y aunque lo conseguía por algunos instantes, al llegar al suelo, siempre había una roca cayendo sobre él.

## Los "nombres científicos" de los personajes
Típicamente al inicio de cada corto, durante una secuencia de persecución, la escena es detenida para mostrar al público el aparente nombre científico o nomenclatura binomial del Correcaminos y del Coyote, usualmente dando énfasis en la velocidad del primero y en lo hambriento del segundo. Estos nombres cambian de capítulo a capítulo, como se detalla a continuación.
| Título del capítulo                            | Correcaminos               | Coyote                         |
| ---------------------------------------------- | -------------------------- | ------------------------------ |
| Fast and Furry-ous                             | Accelerati Incredibilus    | Carnivorous Vulgaris           |
| Beep, Beep                                     | Accelerati Incredibilus    | Carnivorous Vulgaris           |
| Going! Going! Gosh!                            | Acceleratti Incredibilus   | Carnivorous Vulgaris           |
| Zipping Along                                  | Velocitus Tremenjus        | Road-Runnerus Digestus         |
| Stop! Look! And Hasten!                        | Hot-Roddicus Supersonicus  | Eatibus Anythingus             |
| Ready, Set, Zoom!                              | Speedipus Rex              | Famishus-Famishus              |
| Guided Muscle                                  | Velocitus Delectiblus      | Eatibus Almost Anythingus      |
| Gee Whiz-z-z-z-z-z-z                           | Delicius-Delicius          | Eatius Birdius                 |
| There They Go-Go-Go!                           | Birdius High-Ballius       | Eatibus Anythingus             |
| Scrambled Aches                                | Tastyus Supersonicus       | Eternalii Famishiis            |
| Zoom and Bored                                 | Birdibus Zippibus          | Famishus Vulgarus              |
| Whoa, Be Gone                                  | Birdius High-Ballius       | Famishius Vulgaris Ingeniusi   |
| Hook, Line, and Stinker                        | Burnius-Roadibus           | Famishius-Famishius            |
| Hip Hip-Hurry!                                 | Digoutius-Unbelieveus      | Eatius-Slobbius                |
| Hot Rod and Reel                               | Super-Sonicus-Tonicus      | Famishius-Famishius            |
| Wild About Hurry                               | Batoutahelius              | Hardheadipus Oedipus           |
| Fastest with The Mostest                       | Velocitus Incalculus       | Carnivorous Slobbius           |
| Hopalong Casualty                              | Speedipus-Rex              | Hard-Headipus Ravenus          |
| Zip 'n' Snort                                  | Digoutius-Hot-Rodis        | Evereadii Eatibus              |
| Lickety Splat*                                 | Fastius Tasty-us           | Apetitius Giganticus           |
| Beep Prepared                                  | Tid-Bittius Velocitus      | Hungrii Flea-Bagius            |
| Zoom at the Top                                | Disappearialis Quickius    | Overconfidentii Vulgaris       |
| War and Pieces                                 | Burn-em Upus Asphaltus     | Caninus Nervous Rex            |
| Freeze Frame                                   | Semper Food-Ellus          | Grotesques Appetitus           |
| Soup or Sonic                                  | Ultra-Sonicus Ad Infinitum | Nemesis Riduclii               |
| Chariots of Fur                                | Accelleratii Incrediblus   | Carnivorous Vulgaris           |
| Looney Tunes: Back in Action                   | (None)                     | Desertus-Operativus Imbecilius |
| The Wizzard of Ow                              | Geococcyx californianus    | Canis latrans                  |
| By Popular Demand Series - Judge Granny Case 2 | Birdius Tastius            | Poultrius Devourius            |
| Wild Kingdumb                                  | Birdus Tastius             | Poultrius Devourius            |
| Biografía Toon: Speedy González                | Aceleraticus Incredubulus  |                                |

*Dibujos en donde el Coyote mostraba él mismo los nombres latinos.
Geococcyx californianus y Canis latrans son los nombres científicos reales del correcaminos y el coyote.

## Escenario
El escenario del desierto en los dos primeros capítulos del Correcaminos, Fast and Furry-ous (1949) y Beep Beep (mediados de 1952), fueron diseñados por Robert Gribbroek y eran poco realistas. En muchos de los capítulos posteriores el escenario fue diseñado por Maurice Noble y era bastante más abstracto. Se utilizaron numerosos estilos diferentes.
Desde Going! Going! Gosh! (final de 1952) hasta Guided Muscle (final de 1955) el escenario era “semi-realista” con un cielo blanco opaco. Las formaciones de roca que desafiaban la gravedad aparecieron en Ready, Set, Zoom! (1954). Un cielo amarillo brillante hizo su debut en Gee Whiz-z-z-z! (principio de 1956) pero no fue utilizado consistentemente hasta There They Go-Go-Go!, más tarde en el mismo año.
Zoom and Bored (finales de 1957) introdujo un gran cambio en el estilo del fondo. Más nítido, las formaciones de rocas pesadas se convirtieron en más prominentes, y los colores cálidos (amarillo, naranja y rojo) se vieron favorecidos. Los arbustos tenían formas crecientes. Excepto en Whoa Be-Gone (principios de 1958), cuyo diseño volvió hacia atrás en ciertos aspectos (como el cielo blanco opaco), este estilo se mantuvo hasta Fastest with the Mostest (principio de 1960). En Hopalong Casualty (mediados de 1960) se cambió el esquema de colores, pintando el cielo de azul, y algunas rocas de blanco, mientras que el amarillo brillante de la arena del desierto se mantuvo, junto con el "afilado" estilo de las formaciones de roca siendo pionero en Zoom and Bored. Las formas crecientes usadas para los arbustos utilizadas por primera vez en Zoom and Bored se mantuvieron, y también se aplicaron a nubes. En la última escena de War and Pieces (1964), el Coyote lanza un misil a través del centro de la tierra hacia China, que es representado con un fondo abstracto Oriental. Esta escena está caracterizada por un Correcaminos chino.
Los dibujos con formato de película utilizaron un estilo de escenario como en Hopalong Casualty y sus sucesores, aunque menos detallado y con pequeñas nubes hinchadas en vez de las que tenían formas crecientes.
Posiblemente, el desierto está inspirado en los desiertos de Sonora y/o Nuevo México, ya que The Wild Chase (principios de 1965, se realiza una carrera donde participan el Correcaminos y Speedy González).

## La Corporación Acme
El Coyote frecuentemente obtiene dispositivos lúdicos y complejos de una compañía de envíos por correo, la corporación ficticia Acme, con los cuales espera que le ayuden a capturar al Correcaminos. Los dispositivos indefectiblemente se vuelven contra él de una manera improbable y espectacular, siendo resultado de errores de operación o mercancía defectuosa. El Coyote por lo general termina quemado, aplastado, o en el fondo de un cañón (algunos dibujos lo muestran sufriendo de una combinación de todos estos males). La respuesta a ¿Cómo adquiere el Coyote estos productos sin dinero? es explicada en 2003 en la película Looney Tunes: Back in Action, en donde se muestra al Coyote como empleado de Acme. En un episodio de Las aventuras de los Tiny Toon, el Coyote hace mención a su protegido Calamity Coyote que posee una tarjeta de crédito ilimitada de Acme, lo cual sirve como otra posible explicación. También se ha dicho que el Coyote es un "empleado de pruebas" para Acme. El Coyote también utiliza equipo de guerra, tal como cañones, granadas y bayonetas.
El nombre de la compañía fue escogido por su ironía (Acme significa el punto más alto del desarrollo o desempeño). La denominación común American Company that Makes Everything o Compañía Americana que Hace de Todo. El origen del nombre puede estar ligado a la compañía Acme que fabrica impresoras ópticas.
Entre los productos de la Corporación Acme se encuentran:
- Catapulta Acme
- Aspirinas Acme
- Cerillos Acme
- Píldoras de terremoto Acme
- Cometa con cohetes Acme
- Hoyo portátil Acme
- Trampa para tigre de Birmania Acme
- Patines de propulsión a chorro Acme
- Fortificador de músculos de piernas Acme
- Goma elástica gigantesca Acme
- Rocas deshidratadas Acme
- Tónico de alta velocidad Acme
- Traje de Batman Acme
- Abejas Acme
- Gato salvaje Acme
- Sables de luz Acme
- Una amplia selección de explosivos: TNT, dinamita, nitroglicerina...

Nota: En algunos cortometrajes, el Coyote utilizó productos de otra marca sin mejores resultados.
En Noticias Cartoon de los años 2000, Soy La Comadreja, que es el conductor del bloque dice que el Coyote demandó a la compañía Acme por un billón de dólares debido a que es un trauma emocional debido a años y años de productos deficientes después de que el señor Coyote sufriera una explosión por un cepillo de dientes.

## Leyes y reglas
Como en otros dibujos animados, el Correcaminos y el Coyote siguen las leyes físicas de los dibujos animados. Por ejemplo, el Correcaminos tenía la habilidad de entrar en una cueva pintada, mientras que el Coyote no podía (a menos que hubiera una apertura a través de la cual pudiera caer). Algunas veces al Coyote se le permitía permanecer suspendido en el aire hasta que se da cuenta de que va a caer en picado hacia un abismo. El Coyote podía adelantar a las rocas, cayendo antes que ellas lo hicieran, y que terminaban cayéndole encima.
En su libro, Chuck Amuck, Chuck Jones explicaba algunas de las reglas que los guionistas y los dibujantes seguían a la hora de realizar la serie del Correcaminos:
1. El Correcaminos no puede dañar al Coyote excepto haciendo "Bip-Bip!". Esta regla se ha violado, en Going! Going! Gosh! el Coyote es atropellado por un camión y podemos ver que el Correcaminos está en el asiento del conductor. También, en Rushing Roulette, el Coyote es atropellado por un autobús que está siendo conducido por el Correcaminos.
2. Ninguna fuerza externa puede dañar al Coyote, solo su propia ineptitud o el fallo de los productos de Acme.
3. El Coyote puede parar en cualquier momento, si no se convierte en un fanático. ("Un fanático es aquel que redobla su esfuerzo cuando ha olvidado su objetivo."—George Santayana; esta cita aparece en un cartel promocional caracterizando al dúo).
4. No puede haber ningún diálogo, excepto el "bip-bip!". El Coyote puede, sin embargo, hablar a la audiencia ocasionalmente con su propia voz o a través de signos en tablas que sujeta (realmente, esta regla se rompió en numerosas ocasiones a través de los gritos de agonía y los aullidos que venían de dañarse por sus propios productos. En Zoom at the Top, hay dos violaciones: la expresión "HA-HA!" cuando se refugia detrás de un pedrusco, y una voz normal dice "ouch" después de que una trampa para osos se cierre con una simple gota de aceite, en una ocasión también el Correcaminos utiliza una paleta para decir "no tengo corazón para hacerlo brincar" tras apiadarse del Coyote).
5. El Correcaminos tiene que permanecer en el camino, si no, lógicamente, no se habría llamado "Correcaminos" (esta regla también se rompió).
6. Todas las acciones tienen que realizarse en el entorno natural de los dos personajes: el desierto del suroeste Norteamericano (esta regla se rompió cuando la formación de estrellas del Coyote y el Correcaminos se perseguían a través del cielo).
7. Todos los materiales, herramientas, armas, o artilugios mecánicos tienen que obtenerse de la Corporación Acme (esta regla también se rompió cuando el Coyote intentaba con otra marca para ver si mejoraba su suerte. Incluso en algunas versiones dobladas al español el narrador se pregunta "Quién sabe por qué no es marca ACME").
8. Siempre que sea posible, la gravedad debería ser el mayor enemigo del Coyote.
9. El Coyote será más humillado que dañado por sus fallos.

Además hay una décima y alguna regla más extraoficial:
- La simpatía de la audiencia tiene que estar del lado del Coyote.

La regla número 11 dice que al Coyote nunca se le permitirá capturar al Correcaminos. De lo contrario, en un episodio, como dijo un niño: "No habría más
Correcaminos". Algunas veces el episodio concluía con el Coyote siendo aplastado por un camión (con el Correcaminos riéndose abiertamente desde la ventana de atrás).
En una entrevista años después de terminada la serie, el guionista Michael Maltese insistía en que él nunca había oído nada acerca de las "Reglas" antes y ciertamente nunca se había sentido limitado por nadie. Esto explicaría por qué han sido "quebrantadas" tan a menudo.

## Dibujos animados posteriores
La producción original de Chuck Jones terminó en 1963 con el cierre del estudio de animación de Warner Bros. War and Pieces, el último corto del Correcaminos dirigido por Jones, que fue estrenado a mediados de 1964. En esa época, el cocreador de La pantera rosa David DePatie y el veterano director Friz Freleng formaron DePatie-Freleng Enterprises y se encargaron de las nuevas producciones del Correcaminos.
El primer dibujo animado de la serie de DePatie-Freleng, The Wild Chase, fue dirigido por Friz Freleng en 1965, y notablemente protagonizado por Speedy Gonzales y El gato Silvestre junto con el Coyote y el Correcaminos. En total, DePatie-Freleng produjo 14 episodios del Correcaminos, dos de los cuales fueron dirigidos por Robert McKimson (Rushing Roulette (1965) y Sugar and Spies (1966)).
Los 11 restantes fueron subcontratados a Format Films y dirigidos por el animador ex-Warner Bros Rudy Larriva. El "Once de Larriva," como se llamó la serie posteriormente, carecía del ritmo rápido de los originales de Chuck Jones y fue mal recibido por la crítica. En Of Mice and Magic, Leonard Maltin dice que la serie es un "sinsentido en todo el sentido de la palabra." Además, excepto en la escena del planeta Tierra al final de Highway Runnery solo había un extracto del Coyote cayendo al suelo, utilizado una y otra vez. Estos dibujos animados pueden distinguirse fácilmente de los de Chuck Jones porque en ellos figuran las modernas "Abstract WB" secuencias de apertura y cierre de Looney Tunes, y utilizan la misma música una y otra vez en los dibujos, compuesta por William Lava.
Los dibujos animados posteriores a Chuck Jones permitieron al Coyote hablar, y una vez (en Soup or Sonic (1980)) tuvo al Correcaminos en sus garras pero gracias a un gag que involucraba a un túnel que hacía las cosas más pequeñas y más estrechas y el Coyote pasa a través de él, el Coyote solo mide unos centímetros y solo puede agarrar al Correcaminos por una pierna al tiempo que sujeta una gran tabla en la que se lee "Bien, sabios amigos, siempre quisieron que lo atrapara." En la otra mano lleva otra más pequeña que dice "¿Ahora qué hago?".
El Coyote también había intentado insatisfactoriamente cazar y comerse a Bugs Bunny en otra serie de dibujos animados. En estos dibujos, el Coyote tomaba la apariencia de un autodescrito "super genio" y hablaba con un acento meloso de clase alta proveniente de Mel Blanc.
En un corto (Hare-Breadth Hurry (1963)), Bugs Bunny con la ayuda de anfetaminas, toma el lugar del Correcaminos, que supuestamente se "torció una pata," y se ocupa de los deberes de burlar al hambriento cazador. Este es el único corto de Bugs Bunny/Wile E. Coyote en el que el Coyote no habla. Como siempre Wile E. Coyote termina despeñándose por un cañón (en otro corto donde un joven Elmer Fudd perseguía a un joven Bugs Bunny, Elmer también se despeña por un cañón. Durante la caída se encuentra con Wile E. Coyote quien enseña un cartel que le dice a Elmer que se aparte del camino para dejar paso a alguien más experimentado en caídas).
En el piloto de 1962 para una potencial antología de una serie de televisión (pero posteriormente estrenado como un corto para salas comerciales titulado Las Aventuras del Correcaminos y posteriormente editado y partido en dos episodios cortos llamados Zip Zip Hooray! y Road Runner A-Go-Go), el Coyote charla con dos jóvenes viendo en la TV un programa sobre las partes comestibles de un Correcaminos, intentando explicarles su algo irracional obsesión por cazarlo. El Coyote lo hace con ayuda de un diagrama ilustrado mostrando cada sección del ave y su sabor. Sin haber cogido nunca al pájaro, cómo conocería el sabor es una discusión abierta. Siguiendo, por motivos de archivo, la lista de los sabores propuestos para el Correcaminos es:
(Cabeza)
1. Plátano
2. Espárrago
3. Papaya
4. Regaliz
5. Vainilla
6. Pastel esponjoso
7. Apio

(Cola y cuello)
1. Boniato
2. Caramelo
3. Salami
4. Tamal

(Cuerpo)
1. Chop suey
2. Fideo
3. Chuleta

(Piernas)
1. Queso Cheddar
2. martini doble (muy seco)
3. Salchichas Bratwurst
4. Yorkshire pudding
5. Pistacia vera

El Coyote también hace comentarios sobre el recipiente para cocinar Correcaminos que era como el que su madre utilizaba para hacerlo, aparentemente él lo probó cuando era pequeño.
En los 70, Chuck Jones dirigió tres cortos del Correcaminos para la serie de educación para niños La Compañía Eléctrica. Estos cortos utilizaron al Coyote y al Correcaminos para mostrar palabras que los niños tenían que leer, pero los propios dibujos animados fueron un refrescante retorno a los días de gloria de Jones.
Al final de Bugs Bunny's Portrait of the Artist as a Young Bunny, Bugs menciona a la audiencia que él y Elmer podrían haber sido los primeros personajes que tuvieron escenas de persecuciones en estas caricaturas, pero de repente, un pequeño bebé Wile E. Coyote (que usa pañal y lleva un pequeño cuchillo y tenedor) aparece justo frente a Bugs, persiguiendo al Correcaminos que todavía no sale de su huevo (excepto por la cola que sobresale), que corre rápidamente mientras dice bip-bip.
El Coyote y el Correcaminos aparecieron más tarde en numerosos episodios de Tiny Toon Adventures. En esta serie, el Coyote (doblado en el episodio de Jim Reardon Piece of Mind por Joe Alaskey) era el decano de la Looniversidad Acme y el mentor del Coyote Calamidad. El protegido del Correcaminos en esta serie fue Little Beeper. En el episodio Piece of Mind, el Coyote narra la historia de la vida de Calamidad mientras está cayendo desde lo alto de un gran rascacielos. En el directo de la película de los Tiny Toon, How I Spent My Summer Vacation, el Correcaminos finalmente prueba la humillación siendo atropellado por un camión postal que "frena ante coyotes".
Los dos fueron vistos como camafeos en Animaniacs. Estuvieron juntos en dos dibujos animados de La Ardilla Slappy: Bumbie's Mom y Little Old Slappy from Pasadena. En este último el Correcaminos es dejado atrás por el coche de Slappy y sujeta una señal diciendo “Lo dejó”. Inmediatamente después, Botones, emitido durante un gag anterior, aterriza de lleno encima de él. El Coyote aparece sin el pájaro en una parodia del Mago de Oz, vestido con su traje de murciélago corto, en un torbellino en Buttons in Ows.
En la década del 2000, las versiones para niños del Coyote y el Correcaminos figuraron en episodios de la serie Baby Looney Tunes.
En Loonatics Unleashed, los vigésimo octavos descendientes del Coyote y el Correcaminos son Tech E. Coyote y Rev Runner. Tech E. Coyote es el experto en tecnología de los Loonaticos (influenciado por los dibujos anteriores con muchas de las máquinas encargadas por el Coyote a Acme, y tenía las manos magnéticas y el poder de regenerarse molecularmente a sí mismo (influenciado por las muchas veces que lleno de dolor falló en capturar al Correcaminos). Tech E. Coyote habla, pero no tiene un acento británico como el Coyote. Rev Runner también puede hablar, aunque a una velocidad endiablada, también puede volar sin utilizar propulsores de vuelo, que son usados por otros miembros de los Loonaticos.

## Productos derivados
En otra serie de Warner Bros Looney Tunes Cartoons, el personaje del Coyote fue copiado y rebautizado el Lobo Ralph. En esta serie, Ralph continuamente intentaba robar ovejas de un rebaño guardado eternamente por el perro pastor Sam. Como en la serie del Correcaminos, Ralph utilizaba todo tipo de inventos alocados y proyectos para robar las ovejas, pero es continuamente capturado por el perro guardián. En una película vista por muchos como un gag satírico, Ralph continuamente intenta robar las ovejas no porque sea un fanático sino porque es su trabajo. Al final de cada capítulo, él y el perro Sam paran lo que estén haciendo, dan un puñetazo a un reloj de fichar, intercambian cumplidos, y se van a casa de día, tras lo cual el turno de noche toma el mando. La mayor diferencia entre el Coyote y el Lobo, aparte de su localización, es que el Coyote tenía la nariz negra y el Lobo tenía la nariz roja.
En los antiguos cómics de Looney Tunes y Merrie Melodies publicados por Dell Comics, el Correcaminos se llamaba Bip Bip y tenía mujer y cuatro hijos. La familia Correcaminos hablaba en rima. El Coyote se llamó Kelsey Coyote en su debut en los cómics.
El Coyote y el Correcaminos también hicieron apariciones en los cómics con título DC Comics Looney Tunes.

## Películas
El Coyote y el Correcaminos aparecen en las películas ¿Quién engañó a Roger Rabbit? (1988), Space Jam (1996), Looney Tunes: Back in Action (2003) y Space Jam: A New Legacy (2021), además de una futura película en la que el Coyote demandará a la Corporación Acme, titulada Coyote vs. Acme, la cual en un principio, estaba planeada para ser estrenada el 21 de julio de 2023, pero fue retrasada a una fecha sin definir,sin embargo en marzo de 2025, el estudio Ketchup Entertaiment se hizo con los derechos de distribución, para poder programar el estreno el 28 de agosto de 2026.

## Apariciones comerciales
- El Plymouth Correcaminos fue un prototipo fabricado por la división Plymouth de Chrysler entre 1968 y 1980. Una licencia oficial de Warner Bros (pagando $50.000 por el privilegio), Plymouth usó la imagen del Correcaminos en los lados del coche y una bocina especial que hacía "bip-bip".
- La estación de radio de Londres (Ontario) Canadá BX-93 (CJBX-FM), en su primer año en el aire, tenía una unidad móvil conocida como el Correcaminos, con un personaje del Correcaminos pintada en ella.
- En los 80, aparecieron en un anuncio de Cheerios.
- En 1981, en México, el Coyote aparece en un comercial del Volkswagen Escarabajo, utiliza diferentes artículos ACME para atrapar un Volkswagen Escarabajo pero es inútil atraparlo, en este anuncio publicitario se escucha el clásico "bip-bip" cuando aparece corriendo por la carretera el volcho el cual es conducido por el mismo Correcaminos.
- General Motors utilizó al Correcaminos en su campaña de marketing de 1985 para su Holden Barina en Australia. Incluso en 2004, "Beep-beep Barina" sigue siendo una frase popular para muchos australianos.
- En los 90, apareció en unos cuantos anuncios de Energizer intentando alcanzar al conejo de Energizer.
- En 1994 (en México) el Coyote y el Correcaminos aparecieron en un comercial de la barra de galleta “Frutana” de Gamesa, en este el Coyote deja su persecución del Correcaminos, para comprar una de estas barras, el Correcaminos se la arrebata y la persecución se reanuda.
- En 1995, el Correcaminos se convirtió en la mascota del servicio de Internet de Time Warner, también llamado Correcaminos. De modo interesante, un comercial involucró al Coyote como la mascota del DSL. El Correcaminos es también la mascota del sitio web de ventas de coches de Time Warner, BeepBeep.com y aparece en muchos anuncios de los sistemas de cable de Time Warner.
- En 1996, el Coyote apareció junto con la estrella del fútbol americano Deion Sanders en un anuncio de Pepsi pero al final este fue censurado ya que fue considerado como muy violento.
- Jordan también estuvo en contacto con los personajes animados de Looney Tunes. En el Super Tazón XXVII de 1991 se mostró un anuncio en el que aparecían Jordan y Bugs Bunny jugando un partido de baloncesto contra un grupo de marcianos. Este anuncio de la Super Bowl inspiró el lanzamiento de la película Space Jam de 1996, protagonizada por Jordan y Bugs Bunny en una historia ficticia durante su primer retiro del baloncesto. Ambos han aparecido posteriormente en anuncios para MCI.
- De 1997 a 1998, el Correcaminos y el Coyote aparecieron en un anuncio del nuevo diseño del Pontiac Grand Prix.
- El Correcaminos protagonizó una serie de publicidad del servicio de correos y telégrafos brasileño, más específicamente su entrega exprés (SEDEX).
- Un anuncio de TV de McDonald's TV de los 80 mostraba al Correcaminos corriendo y pidiendo con su "bip-bip" mientras el recepcionista iba traduciendo lo que decía.
- En Filipinas, el Coyote y el Correcaminos aparecieron en un dibujo comercial de Boysen en 2002, donde el Correcaminos utilizaba la pintura para engañar al Coyote con un túnel.
- En 2004, el Coyote apareció con Bugs Bunny y el Pato Lucas en un anuncio de Aflac, en el que es mostrado como el primer candidato para los servicios de la compañía.
- En México, el Coyote y el Correcaminos aparecieron en un comercial de Bimbo, una marca de pan de molde en 2006, donde el Coyote se hace un emparedado (sándwich), el Correcaminos se lo roba y finalmente un jugador de fútbol (Claudio "El Piojo" López) se lo arrebata al Correcaminos y los rebasa a ambos, y aparece la parodia con la frase “Piojus más rapidus”.
- En 2009 aparecieron en un anuncio mexicano de CONMEXICO donde muestran los productos de Acme que el Coyote usa y fallan, esto demuestra que los productos fallidos en la vida real no son cosa de risa.
- En 2012, la empresa paraguaya de gaseosas Niko creó una edición limitada de gaseosas en botellas de 220 ml que emulaban la forma de bombas redondas con temática de los Looney Tunes llamada "Niko Bomba". El Coyote era la imagen en la botella de sabor Cola.
- El Coyote y el Correcaminos hacen una aparición en un comercial de Cartoon Network viendo la ingenuidad del Coyote con los productos ACME para atrapar al Correcaminos, como una parodia de Sobrevivi, de Discovery Channel.
- En Uruguay el correcaminos aparece como mascota principal de la empresa de préstamos Creditel.

## Videojuegos
Se han producido numerosos videojuegos relacionados con el tema del Coyote y del Correcaminos:
- El Correcaminos (el juego de arcade para Atari, luego migrado a NES, Atari 2600, y varias plataformas PC).
- El Correcaminos Electrónico de Tiger Electronics. Contenía un juego creado en 1990.
- El Rally del Valle de la Muerte del Correcaminos (juego para Super NES de Sunsoft).
- Desert Speedtrap (Sega/Probe Software para Sega Game Gear y Sega Master System).
- Desert Demolition (Sega/BlueSky Software para Sega Genesis).
- El pack doble de los Looney Tunes, publicado por Majesco y desarrollado por WayForward Technologies. Acme Antics es la mitad del Coyote y el Correcaminos.
- El juego de arcade que originalmente había sido creado para laser-disc incorporando material de los dibujos animados reales del Correcaminos. Atari finalmente decidió que el formato era demasiado poco fiable (los juegos para laser-disc requerían mucho mantenimiento) y lo portaron a un medio más convencional basado en hardware habitual de recreativas muy implantado[11]